# Rainer Margreiter
Rainer Margreiter  (ur. 26 czerwca 1975 w Innsbrucku) – austriacki saneczkarz startujący w jedynkach, medalista mistrzostw świata seniorów i juniorów.
Pierwsze sukcesy odnosił na mistrzostwach świata juniorów zdobywając w 1993 srebro, a w 1994 brąz w jedynkach. W reprezentacji Austrii startował od 1995. Na igrzyskach olimpijskich wystąpił dwukrotnie, w latach 2002-2006, zajmując odpowiednio 10 i 12. miejsce. Na mistrzostwach świata zdobył dwa medale. W 2003 wywalczył brąz zarówno w jedynkach, jak i w drużynie mieszanej.
W 2006 zakończył karierę.

## Osiągnięcia

### Igrzyska olimpijskie
| Rok  | Miejsce        | Jedynki |
| ---- | -------------- | ------- |
| 2002 | Salt Lake City | 10.     |
| 2006 | Turyn          | 12.     |